# 김우영 (1921년)
김우영(1921년 3월 13일~1983년 2월 25일)은 대한민국의 정치인이다. 제7대 국회의원을 지냈다.

## 역대 선거 결과
|  | 45.28% |

|  | 36.67% |

|  | 17.56% |